# Proboloides calcaratus
Proboloides calcaratus är en kräftdjursart som först beskrevs av Georg Ossian Sars 1882.  Proboloides calcaratus ingår i släktet Proboloides, och familjen Stenothoidae. Arten är reproducerande i Sverige.